# Archibald Edward Garrod
Archibald Edward Garrod (Londra, 25 novembre 1857 – Cambridge, 28 marzo 1936) è stato un medico inglese.
Pioniere nella ricerca degli errori congeniti del metabolismo, scoprì l'alcaptonuria, malattia che rende le urine nerastre, evidenziando la sua ereditarietà.

## Biografia
Quartogenito di Sir Alfred Baring Garrod, medico noto per la scoperta della correlazione esistente tra metabolismo abnorme dell'acido urico e gotta, Archibald affrontò gli studi presso il Marlborough College e Christ Church, Università di Oxford, conseguendo con onore la laurea in scienze naturali nel 1880. Ricevette ulteriore formazione medica al St. Bartholomew's Hospital di Londra e trascorse diversi mesi di specializzazione all'Allgemeines Krankenhaus di Vienna fra il 1884 e il 1885. Nel 1885 ottenne il titolo di dottore in medicina e Master of Arts da Oxford, divenendo membro del Royal College of Physicians di Londra.
Nel 1886 sposò Laura Elizabeth Smith, da cui ebbe quattro figli: la figlia Dorothy e tre figli maschi, due dei quali morirono combattendo in guerra, rispettivamente nel 1915 e nel
1916,
mentre l'altro trovò la morte durante la grande pandemia .
Durante la prima guerra mondiale Garrod servì l'esercito come consulente medico, soprattutto a Malta; nel 1918 fu nominato comandante dei cavalieri dell'Ordine di S.Michele e S.Giorgio, in riconoscimento dei servigi prestati.
Nei vent'anni seguenti prestò servizio presso diversi ospedali di Londra: il dispensario generale Marylebone, l'ospedale di Londra ovest, il S. Bartolomeo, Great Ormond Street Hospital per bambini, e l'Alexandra Hospital per bambini con displasia dell'anca.
Garrod fu un promotore della ricerca scientifica come la fondamento della pratica medica, pubblicando una varietà di malattie e tematiche, inclusi Introduzione all'uso del laringoscopio (1886) e Trattato su reumatismo ed artrite reumatoide (1890), contribuì a fondare il Quarterly Journal of Medicine, al fine di aprire una discussione su quale fosse la ricerca di maggior importanza nel determinismo della malattia, nonché alla stesura di un trattato di pediatria, Diseases of Children (1913), assieme a F.E. Batten ed a Hugh Thursfield. 
Morì nel 1936, presso la casa della figlia Dorothy a Cambridge, dopo una breve malattia.

## Alcaptonuria
Egli maturò un crescente interesse nella patologia chimica, investigando sulle urine, quali espressione di malattia sistemica del metabolismo. Questa ricerca, unitamente alla nuova comprensione dell'eredità mendeliana, evolse dall'investigazione su un numero limitato di famiglie con una malattia oscura e non molto grave, l'alcaptonuria, alla conclusione che la misteriosa malattia dell'intero territorio poteva essere interpretata come disordine ereditario del metabolismo. L'alcaptonuria è una rara malattia familiare del metabolismo degli acidi organici, meglio conosciuta per lo scurirsi delle urine dal giallo al marrone, al nero, dopo l'esposizione all'aria. In età avanzata, individui con tale malattia sviluppano un'artrite caratterizzata da depositi di pigmento marrone nelle cartilagini articolari e nel tessuto connettivo. Garrod studiò gli schemi di ricorrenza in diverse famiglie, si rese conto che seguivano un tipo di trasmissione autosomico recessivo e pensò che fosse causata da una mutazione in un gene codificante un enzima implicato nel metabolismo di una classe di composti chiamati alcaptoni. Così, nel 1902, pubblicò L'incidenza dell'alcaptonuria: uno studio nell'individualità chimica e, nel decennio successivo, maturò una comprensione della possibile natura delle malattie ereditarie del metabolismo. Quindi descrisse la natura dell'ereditarietà recessiva di molti deficit enzimatici e, nel 1908, il nocciolo del suo lavoro fu presentato come
Croonian Lectures presso il Royal College of Physicians, intitolato Errori congeniti del metabolismo, pubblicato l'anno successivo. Garrod ampliò i suoi studi metabolici includendo cistinuria, pentosuria, ed albinismo. Questi tre errori congeniti, insieme all'alcaptonuria, fanno parte della Tetrade di Garrod. Nel 1923 riassunse questi studi in un'edizione ampliata della sua opera più conosciuta.

## Premi e riconoscimenti
Quando si comprese che egli aveva esplorato un nuovo campo della medicina, Garrod venne onorato sempre più sia in Inghilterra che all'estero. Fu eletto Fellow of the Royal Society nel 1910, nominato al Medical Research Council, divenendo membro onorario dell'American Association of Physicians e dell'Ärtzlicher Verein di Munich e successe a William Osler come "Regius Professor of Medicine" all'università di Oxford. Ricevette la laurea ad honorem dalle Università di Aberdeen, Dublino, Glasgow, Malta, Padua e, nel 1935, la medaglia d'oro della Royal Society di medicina.

## Opere
- The Nebulae: A Fragment of Astronomical History (Oxford, 1882)
- An Introduction to the Use of the Laryngoscope (1886)
- A Treatise on Rheumatism and Rheumatoid Arthritis (1890)
- A Handbook of Medical Pathology, for the Use of Students in the Museum of St Bartholomew's Hospital (1894), con Sir W.P. Herringham & W.J. Gow
- Inborn Errors of metabolism (1909), second edition 1923
- Diseases of Children (1913), con F.E. Batten & Hugh Thursfield
- The Inborn Factors of Disease (1931)